# Galerie Vollard
Pour les articles homonymes, voir Vollard.
La galerie Vollard est une galerie d'art française, active à Paris entre 1893 et 1924.

## Histoire du lieu
Vers 1890, Ambroise Vollard, alors étudiant en droit, se fait embaucher dans une petite galerie parisienne, L'Union artistique, tout en revendant dessins et estampes, trouvés sur les quais, signés par Constantin Guys, Steinlen ou Félicien Rops, en son appartement situé à Montmartre. 
La première adresse de la galerie est le 37 rue Laffitte, à Paris : de taille modeste, elle ouvre en septembre 1893.
Vollard s'est lancé grâce à deux transactions : d'une part, l'acquisition auprès de la veuve du peintre Édouard Manet, de dessins et esquisses, un lot exposé en novembre 1894 et qui lui permet de devenir l'agent d'Auguste Renoir et d'Edgar Degas ; d'autre part, l'achat, à la mort du Père Tanguy en février 1894, d'un certain nombre de tableaux de Paul Cézanne, Gauguin et Van Gogh à très bon marché, lot qu'il expose au mois de juin suivant. 

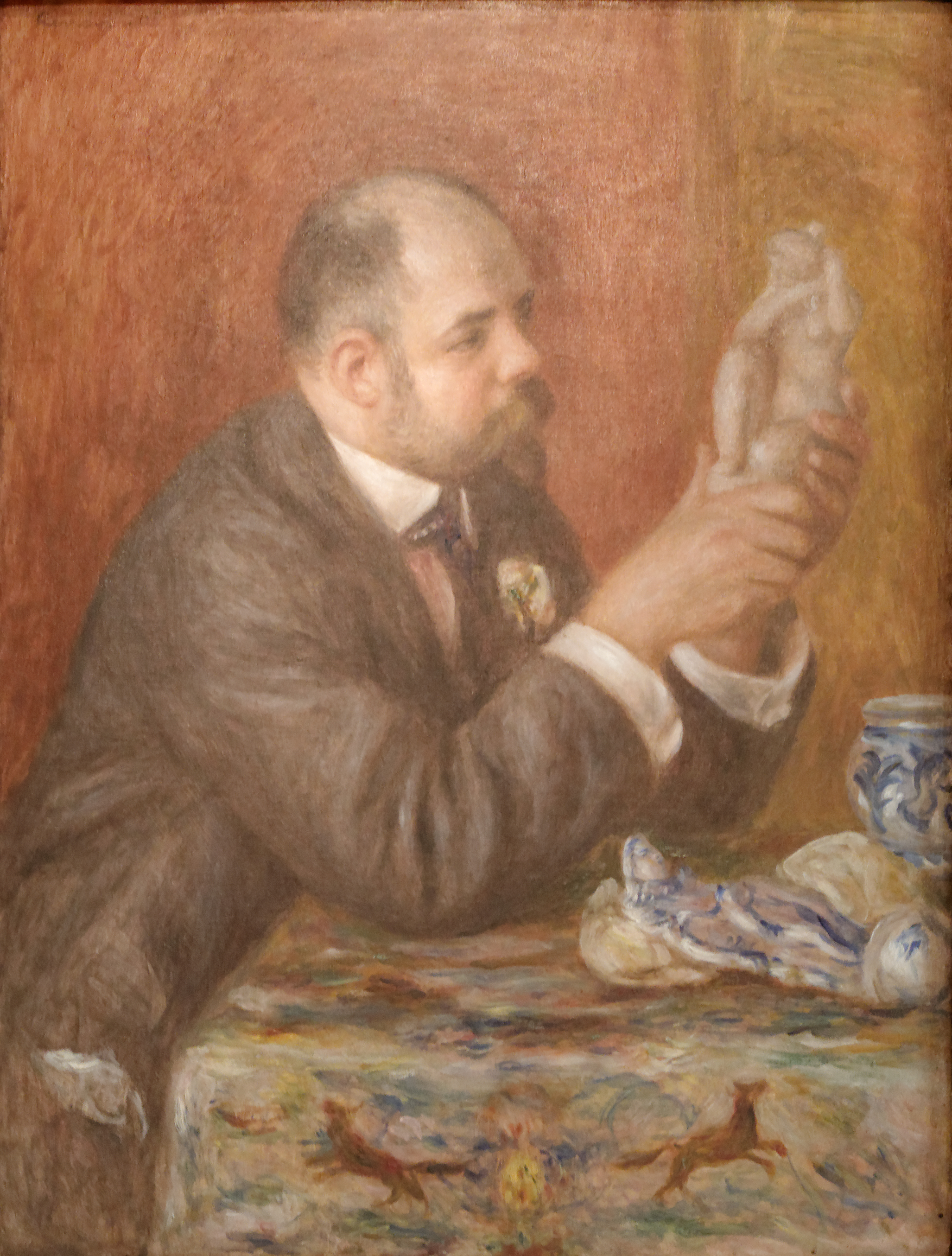
Portrait d'Ambroise Vollard par Pierre-Auguste Renoir (1908). Vollard y est représenté examinant une statuette d'Aristide Maillol.

La galerie déménage plusieurs fois au cours de son existence : au 39 rue Laffitte, 9e arrondissement de Paris en avril 1895, puis au 6 de la même rue en mai 1896 ; puis son activité se réduit en 1908, et la galerie ferme en août 1914, au début du conflit mondial. En 1918, Vollard reçoit ses clients dans son appartement au 28 rue de Gramont, 2e arrondissement. Vers 1924, il ouvre un espace dans son hôtel particulier, rue de Martignac, 7e arrondissement, seulement à de rares privilégiés. Vers 1936-1937, il prend comme assistant et courtier Erich Šlomović.
Cette galerie accueillit les expositions consacrées à plusieurs peintres aujourd'hui importants et souvent pour la première fois, notamment Vincent van Gogh (1895, un échec), Paul Cézanne (novembre 1895), les « peintres-graveurs » (juin 1896), Van Gogh (fin 1896, nouvel échec), les élèves de l'Académie Julian (1897), Eugène Murer (février 1898), André Sinet (avril-mai 1899), Paul Gauguin (1898), Pablo Picasso (juin-juillet 1901), Kees van Dongen (novembre 1904), etc. 
L'exposition des « peintres-graveurs » donne naissance à son activité d'éditeur : avec Auguste Clot, il propose un premier album contenant sous la forme d'un portfolio une suite de lithographies en couleurs, expérience qui fut renouvelée avec l'Album d'estampes originales de la galerie Vollard (1897), mais ne rencontre pas le succès escompté. Vollard continue cependant à éditer des recueils d'estampes, des bronzes et des livres d'art.
Vollard renonça à vendre Van Gogh après 1898 et les tenants du pointillisme, qu'il avouait ne pas comprendre. En revanche, il investit massivement dans les impressionnistes, pour compenser ses prises de risques.
La galerie est représentée dans plusieurs tableaux, dont l'Hommage à Cézanne de Maurice Denis ou, pour ce qui concerne sa cave, Le Dîner à la cave de Pierre Bonnard.
Lorsque Vollard meurt dans un accident de voiture le 22 juillet 1939, il aurait laissé un stock d'œuvres estimé à plusieurs milliers de lots.